# シェアパーク
シェアパーク（share park）は、株式会社シェアカンパニーが運営する日本初のシェアハウス専門の仲介サイトである。

## 概要
シェアハウスの企画・施工・運営管理を生業とするアーティザンズシーイー株式会社が、当時不動産業者が運営するシェアハウスに特化した仲介サイトが無かった事に注目し、シェアハウスの物件情報の提供・内覧・契約会・運営管理を行う事を目的として、2012年8月にオープン。同時期に、社名をアーティザンズシーイー株式会社から、株式会社シェアカンパニーと変更している。

## 沿革
- 2009年7月 - アーティザンズシーイー株式会社設立
- 2009年7月 - シェアオフィス・チャリ千駄ヶ谷オープン
- 2010年5月 - シェアハウス COURI 001 Asakusa オープン。以後、シェアハウスブランドCOURIシリーズを数多く手掛ける
- 2012年8月 - シェアハウス仲介サイト、シェアパークオープン
- 2012年8月 - 社名を、株式会社シェアカンパニーに変更
- 2012年9月 - ホテルを改良したシェアハウス、THE VALUE SHARD HOTELオープン
- 2012年9月 - 経済学者野田一夫氏の私邸を改築したシェアオフィス、THE FOURMオープン
- 2013年2月 - シェアパーク監修の書籍『シェアハウスで暮らす: シェア生活の良いところも悪いところもぜんぶ書きました!』発売

## ページの特徴
WordPressのプラグインである、不動産プラグインをカスタマイズして制作されている。
掲載物件は、運営会社である株式会社シェアカンパニーの管理物件が多くを占めるが、掲載依頼があれば他社の物件に対しても、掲載・内覧案内などの仲介業務を行っている。
サイトのクオリティーを保つために、一定以上のクオリティーを担保した物件しか掲載しない方針となっており、他者からの掲載依頼を断られる事がある。

## 参考書籍
- シェアパーク『シェアハウスで暮らす: シェア生活の良いところも悪いところもぜんぶ書きました!』（初版）誠文堂新光社、東京都、2013年2月8日。ISBN 978-4416613207。